# Christophe Zugna
Christophe Zugna est un footballeur français né le 21 juin 1976 à Arles. 

## Biographie
Ce défenseur a passé toute sa carrière au Nîmes Olympique. Il a été finaliste de la Coupe de France en 1996 avec ce club.

## Carrière de joueur
- 1994-2001 :  Nîmes Olympique[1]

## Palmarès
- Finaliste de la Coupe de France en 1996 avec le Nîmes Olympique
- Champion de France de National en 1997 avec le Nîmes Olympique